# Mandala

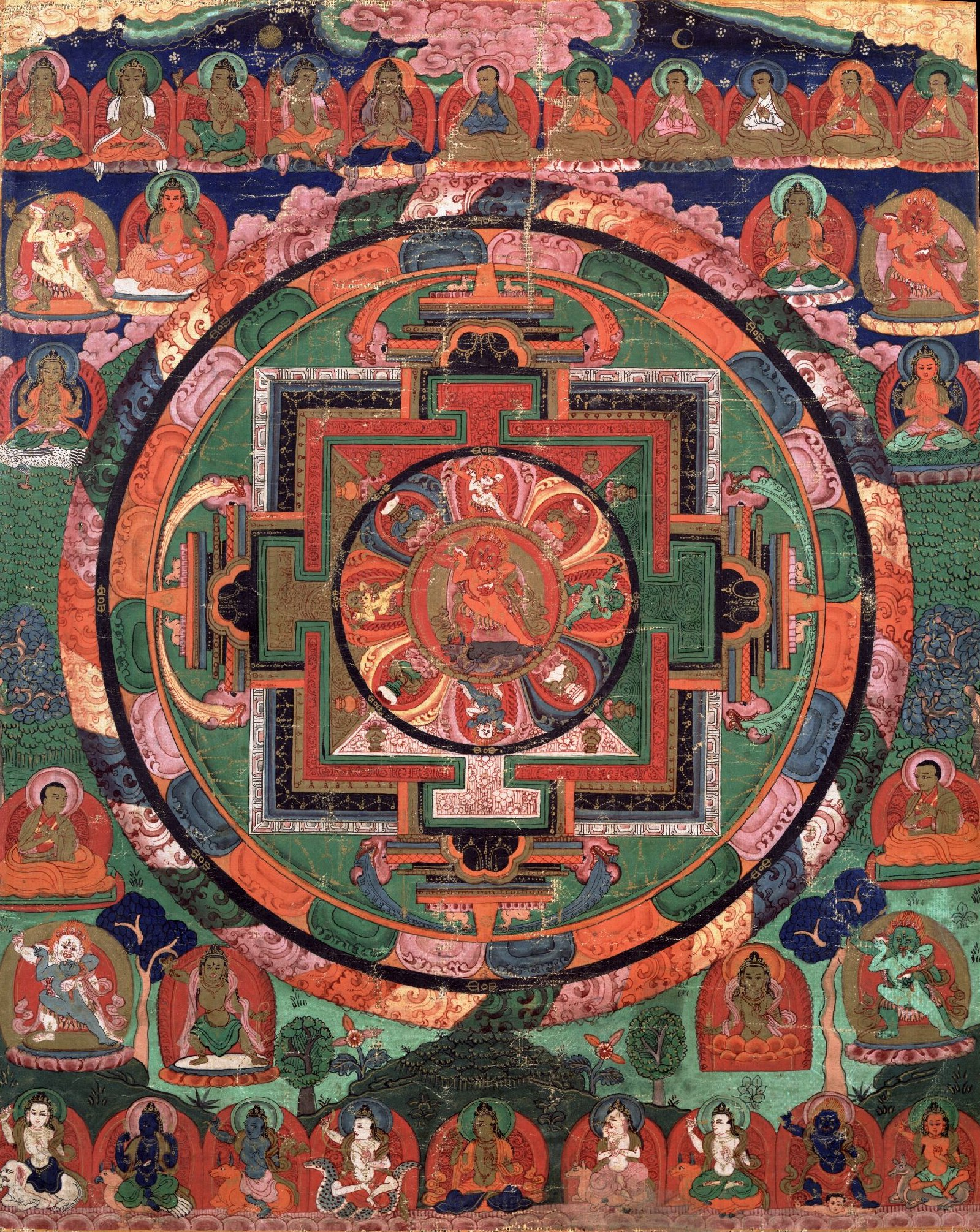
Malovaná tibetská „Mandala pěti božstev“, 17. století

Mandala (v písmu dévanágarí मण्डल; v sanskrtu znamená kruh) je v indických náboženstvích obrazcem symbolizujícím vesmír, užívaným při rituálech a meditacích. V západní kultuře pak často také označuje různé kruhové obrazce, jež jsou využívány v jungiánské psychoanalýze jako diagnostický nástroj, arteterapii, pro relaxaci či v různých esoterických a okultních hnutích – často jsou v takovém případě užívány symbolické obrazce jež nevychází z indických mandal a neodpovídají jim smyslem ani účelem.
Do indických mandal člověk při rituálu či meditaci proniká, spatřuje božstvo a stává se součástí mandaly – kosmu. Mandaly jsou užívány především v hinduistické tantře a vadžrajáně, zvané také tibetský či tantrický buddhismus, jedná se o takzvané tibetské mandaly, z kterého proniklo užívání mandal také do Číny a Japonska. Nejasný je vztah k jantrám, které jsou často menší a užívané spíše v hinduismu – ne však výhradně. Ačkoliv jsou nejznámější mandaly kruhové nebo tvořené čtvercem vepsaným do kruhu, mohou být také prostě čtvercové, trojúhelníkovité, polokruhové nebo kosočtvercové – tedy ve tvaru jóni. Jsou vytvářeny z různých materiálů: barevných prášků, drahokamů, plodů ovoce, listů  nebo různých vonných látek. Vznikají pro různé slavnostní příležitosti (vrata) a především pro potřeby tantrického zasvěcení (dikša), v kterém je mandala centrálním prvkem, nebo také jako prostředek získání magických sil (siddhi) Mohou také sloužit jako zobrazení panteonu božstev určité tradice či školy a jeho vnitřní hierarchie. V Japonsku jsou mandaly užívány jako zobrazení ráje buddhistické školy Čisté země či jako zobrazení šintoistických kami a svatyň.
Do západní kultury se mandaly rozšířilo především v souvislosti s psychoanalýzou C. G. Junga a esoterickým hnutím New Age. Jung mandaly interpretoval jako symboly universálního archetypu bytostného Já a v tomto duchu shledával tento symbol jako existující ve všech kulturách a ve všech časech. Mezi obrazce, které jsou k mandalám přirovnávány, patří například pískové kresby domorodých Američanů, nebo křesťanská rozetová okna, labyrinty, barokní kopule a to i přesto, že někteří křesťanští duchovní toto označení pro křesťanské kruhové ornamenty odmítají.

## Mandala v náboženství
V náboženském kontextu je mandala symbolický obrazec tvořící posvěcený prostor. V indických náboženstvích pak symbolizuje vesmír obklopující božstvo. Člověk, který do ní při rituálu či meditaci proniká, spatřuje božstvo a stává se součástí mandaly – kosmu. Mandaly jsou užívány především v hinduistické tantře a vadžrajáně, zvané také tibetský či tantrický buddhismus, z kterého proniklo užívání mandal také do Číny a Japonska. Ačkoliv jsou nejznámější mandaly kruhové nebo tvořené čtvercem vepsaným do kruhu, mohou být také prostě čtvercové, trojúhelníkovité, polokruhové nebo kosočtvercové – tedy ve tvaru jóni. Jsou vytvářeny z různých materiálů: barevných prášků, drahokamů, plodů ovoce, listů  nebo různých vonných látek. Vznikají pro různé slavnostní příležitosti (vrata) a především pro potřeby tantrického zasvěcení (dikša), v kterém je mandala centrálním prvkem, nebo také jako prostředek získání magických sil (siddhi). Mandaly mohou sloužit také jako zobrazení panteonu božstev určité tradice či školy a jeho vnitřní hierarchie.
Historik náboženství Mircea Eliade považuje obcházení mandaly za analogické rituálu pradakšiny – obcházení svatého obrazu, relikvie, svatyně či chrámu, a iniciacím formou vstupu do labyrintu. Příkladem chrámu jež je vybudován jako mandala je mahajánový Borobudur na Jávě a různé tibetské buddhistické chrámy, jež představují celý vesmír a jejichž poschodí a terasy jsou ztotožňovány s nebesy či jejich úrovněmi. Představují tak také symbol axis mundi – kosmickou horu tvořící střed vesmíru. Kruhové a čtvercové obrazce či stavby představují střed světa v mnoha světových kulturách, například jako vzor Říma byl pravděpodobně chápán jako čtverec vepsaný do kruhu.

## Etymologie a terminologie
Sanskrtský výraz मण्डल maṇḍala je zpravidla překládán jako „kruh, kolo, okruh“, ale jeho význam je komplexnější: může také znamenat „oblast, území, panství“ nebo „shromáždění, skupina“, čímž je naznačen význam posvátného prostoru. Lidové etymologie v tantrické literatuře, jako je například Tantráloka, vykládají výraz mandala také jako spojení slov manda „podstata, esence“ a la „uchopení“.
V pozdní sanskrské literatuře je vedle výrazu mandala užíváno také slovo jantra „stroj, zařízení“ a čakra „kolo, kruh“. 
Často je uváděno, že mandaly jsou buddhistické, zatímco jantry hinduistické – oba výrazy jsou však užívány v obou náboženstvích. D. J. Hoens zase uvádí, že jantry jsou určeny spíše k uctívání a dosažení světských cílů, zatímco mandaly spíše k meditaci. Ať už je cílem světské či duchovní osvobození, podle Petera Gaeffkeho jsou mandaly určené pro veřejné rituály větší a zobrazují celý vesmír, zatímco jantry jsou určeny pro každodenní zbožnost, jsou menší a jednodušší.
C. G. Jung začal během své praxe slovo mandala používat jako synonymum pro kruhové kresby symbolizující duši. Díky tomu se toto slovo rozšířilo i na západ a jeho význam se posunul označení jakýchkoliv kruhových ornamentů. Dnes se tedy s pojmem mandala setkáváme nejen ve výše zmíněném náboženském kontextu, ale také jako s označením pro relaxační omalovánky, kruhové dekorační předměty, rozetová okna, labyrinty atd.

## Psychoanalýza
V západní kultuře byly mandaly popularizovány především psychiatrem C. G. Jungem, který takto začal označovat malé kruhové obrazce - „magické kruhy“, jež kreslil on sám i jeho pacienti během hledání své duševní celistvosti (tzv. individuace). V důsledku toho tvrdil, že mandala symbolicky představuje celistvost archetypu bytostného Já, který je sdílen v kolektivním nevědomí jednotlivců v různých kulturách i dobách. V důsledku toho nalezl mandaly také v egyptském starověku, díle Jakoba Böhma nebo pískových kresbách Navahů. Tibetské mandaly považoval za nejkrásnější a byl s nimi dobře seznámen, neboť zmiňuje například jejich rituální účel, nebo symboliku čtverce, který obsahují. Ve svých závěrech tyto skutečnosti nijak nereflektoval a rozdíly mezi nimi a obrazci svých pacientů ignoroval. Jung taktéž považoval mandaly nikoliv za produkt buddhismu, respektive hinduismu, ale za symbol pramenící přímo ze snů a vizí vycházejících z kolektivního nevědomí – tím však pomíjel dlouhý a složitý historický vývoj mandal v jejich současné podobě. Religionistka Catherine L. Albanese v důsledku toho odmítá Jungovo ztotožnění mezi mandalami a obrazci jeho pacientů, ač připouští, že jsou do jisté míry analogické.

## Význam a působení
Ačkoliv se mandala vyskytuje v mnoha rozdílných kulturách, její použití je velmi podobné. Kromě dekoračních předmětů je používána jako symbol duše nebo něčeho co nás přesahuje a je prostředkem pro komunikaci s touto silou. Nejdůležitějším místem mandaly je její střed, ve kterém lze nalézt osvícení, Boha, sebe sama (záleží na kulturním kontextu). Je také pomocníkem pro zklidnění mysli a relaxační či meditační pomůckou.

### Prostředek k relaxaci
To, že mandala působí na lidskou psychiku relaxačně, dokázal ve své odborné studii už na konci osmdesátých let dvacátého století M. H. Slegelis. Zjistil, že kruh naši mysl zklidní více než jakýkoliv jiný tvar. Při práci s mandalou dochází také ke snížení stresu, což dokázali ve svých studiích Schrade et all. (2011), kteří měřili krevní tlak i tepovou frekvenci nebo Curry a Kasser (2005), kteří prokázali snížení kortisolu a alfa-amylázy ve slinách, což má vliv na zmírnění úzkostných stavů. Tohoto efektu na lidskou psychiku využívají antistresové omalovánky nebo pracovní sešity s mandalami, které přinášejí, díky psychologickému podprahovému působení kruhu, relaxaci a jsou součástí duševní hygieny.

### Terapie a diagnostika
Mandala je dále využívána jako prostor pro terapii a diagnostiku. V arteterapii je využívána jako abstraktní prostor pro sebevyjádření a následné zpracování pocitů. Toho využíval při své práci už C. G. Jung, který používal mandaly nejprve pro své vlastní léčení a později i pro práci se svými pacienty. Kombinoval mandalu, alchymistické symboly, ale také práci s archetypy (pratypy). Na práci Junga navázala americká terapeutka Joan Kellogg, která vytvořila Velký kruh mandaly a na něm postavený mandalový diagnostický test. Test je založen na rozdělení mandal do dvanácti typů, z nichž každý odpovídá jedné životní vývojové etapě. Velký kruh mandaly je často připodobňován k životu, ale může být vztažen také na kratší časový úsek (např. na vývoj projektu). Test je v ČR aktuálně možné absolvovat pouze v Brněnském Centru Mandala. 
Mandalu jako diagnostický nástroj použili také Elkis-Abuhoff et al. (2009) pro sledování vývoje onemocnění rakoviny prsu u žen a korejští vědci pod vedením Kima začátkem jednavacátého století vyvinuli počítačový program, který na základě statistického modelu interpretuje tvary i barvy použité v mandale.

### Mandala - prostor jednoty
Z pohledu arteterapie se v mandalách potkává barva (ženská energie) a tvar (mužská energie). To vše dohromady utváří harmonický celek nesoucí určitou energii, která během práce s obrazcem působí na duši malíře nebo pozorovatele. Pokud tvoříme nebo sledujeme pravidelné obrazce mandaly, duše se zklidňuje, vnitřní svět se uspořádává a dochází k léčení na psychické i fyzické úrovni (viz výše – prostředek k relaxaci). Je zde uplatněn princip: "harmonie vznikající na papíře se přenáší do nitra tvořícího" (hojně využíváno v arteterapii). Proces může být podporován také "moudrostí", která je obsažena v jednoduchých obrazcích a která působí na nevědomé úrovni, a to i pokud nejsme s významem obeznámeni. Např. obrazce dle posvátné geometrie obsahují "pravdu" o uspořádání celého našeho světa od jeho stvoření po současnost. Při práci s tímto systémem dochází k lepší spolupráci levé a pravé mozkové hemisféry a k řadě dalších harmonizačních pochodů jako je sjednocení naší mužské a ženské části. Stejně tak indiánské písečné obrazy jsou tvořeny, aby dodaly nemocnému, který je posazen do vlastního středu kruhového obrazce, vědomosti které zapomněl a proto je nemocný.

## Tvoření mandal
Přestože mandalu může malovat kdokoli, není to cesta pro všechny. Mandalu maluje ten… „Ten, kdo je zvědavý, kdo hledá sám sebe, kdo se chce lépe poznat, kdo má problémy a rád by pochopil, co se v něm a kolem něj děje, ale i všichni další, kteří mají každý svůj důvod. Kreslení je určeno pro ty, kteří chtějí lépe pochopit sami sebe, podívat se na svoji osobní strukturu, vyjádřit to, co je verbálním způsobem těžko formulovatelné, obtížně sdělitelné a mnohdy mimo dosah vědomého uchopení. Výtvarné schopnosti ani vzdělání nejsou vůbec potřeba. Vyjadřovat se malováním může, a zároveň umí, kdokoli.“

### Možnosti malování mandaly
Pro tvoření mandal můžeme použít mandalové předlohy, ale můžeme také tvořit mandaly vlastní na bílý papír. Jednou z možností je tvorba mandaly od ruky, technikou automatické kresby, další možností je tvoření mandal podle návodů. K tvorbě mandaly můžeme použít také různé pomůcky, jako je kružítko, pravítko nebo šablona pro tvoření mandal. Výhodou abstraktního kruhového ornamentu, jakým mandala je, je to, že nejde zkazit.
Také materiál pro mandaly může být velmi různý. Mandaly lze tvořit dvoj- i trojrozměrné. Mandaly můžeme sypat, kreslit, skládat z přírodních materiálů nebo tvořit z korálků. Nejrozšířenější možností je tvorba na papír, která nám umožňuje uchování mandaly pro pozdější práci nebo pro utvoření "mandalového slovníčku".